# Jos Lemaire
 (novembre 2011).
Pour les articles homonymes, voir Lemaire.
Joseph Lemaire dit Jos Lemaire, né le 27 juillet 1891 à Vielsalm, dans les Ardennes belges, mort en 1972 à Isnes, est un peintre paysagiste belge.

## Biographie
Joseph Lemaire perd son père dans un accident de carrières à l'âge de 9 ans. Appartenant à une famille nombreuse, il travaille pour aider. À 11 ans, il quitte les Ardennes pour la province de Namur et sera peintre en bâtiment jusqu'en 1914, date où il fait son service militaire aux Chasseurs ardennais à Arlon puis est rappelé. 
Durant la guerre, pendant ses loisirs, il réalise des aquarelles qui sont achetées par les officiers. Il expose à La Panne avec d'autres peintres du front et emporte la palme pour deux de ses œuvres : La Place de Pervyse et La Place de Ramscapelle.
Après la guerre, il redevient peintre en bâtiment et se spécialise dans l'imitation des bois et des marbres. Il s'installe à Fleurus, près de Charleroi, et peint dorénavant à l'huile, au couteau. Son atelier est situé 88, rue des Rabots. Ses sujets de prédilection sont les paysages du Hainaut, de l'Entre-Sambre-et-Meuse, des Ardennes et de la Campine et plus particulièrement les rivières et les rues pittoresques de village. 
Sa tonalité grise de 1935 évolue vers plus de couleurs. Les critiques louent son métier direct, son parfait équilibre, sa facture simple, son style châtié, sa forte émotion, sa mesure et la robuste élégance de ses paysages. C'est notamment le cas de M.F. Puissant dans La gazette de Charleroi en 1935, de Robert Fesler, de Jules Bottriaux et de Pascal-Lévis.[réf. nécessaire]
En 1945, il s'établit aux Isnes, près de Namur.